# Conclave del 1484
Il conclave del 1484 (dal 26 al 29 agosto) venne convocato a seguito della morte di papa Sisto IV e si concluse con l'elezione del cardinale Giovanni Battista Cybo, che assunse il nome di Innocenzo VIII.

## Situazione generale
Alla morte di papa Sisto IV il conclave dei cardinali, riunitosi per eleggere il suo successore, contava trentadue cardinali viventi, il numero più alto raggiunto dopo la fine del XII secolo, ad eccezione forse dei collegi cardinalizi rivali, moltiplicatisi al tempo del Grande Scisma. Sisto IV confezionò un Collegio cardinalizio senza precedenti: non solo in quanto a numero complessivo dell'elettorato ma anche in quanto a numero di cardinali nipoti e di cardinali della corona. Di conseguenza, quasi tutti i cardinali non veneziani (tutti eccetto Barbo, Zeno e Michiel) furono d'accordo ad appoggiare la linea politica di isolamento della Repubblica di Venezia, iniziata da Sisto IV con l'interdetto su Venezia del 22 giugno 1483.
Tra gli elettori si distinguevano due fazioni diverse: una fazione cardinalizia sosteneva il mantenimento della pace in Italia, rappresentata dal trattato di Bagnolo che poneva fine alla Guerra di Ferrara, l'altra fazione dava priorità al potere papale e alle relazioni che lo Stato Pontificio doveva intessere con il Regno di Napoli, a costo di rompere la pace. Il cardinale Rodrigo Borgia guidò la prima fazione mentre il cardinale nipote Giuliano della Rovere guidò la seconda. Grossomodo queste fazioni erano rispettivamente in linea con le famiglie Orsini e Colonna.
Questo conclave fu tenuto dal più grande Collegio non scismatico mai riunitosi dall'XI secolo e durante la sede vacante la città di Roma fu lontana dai disordini civili più di quanto si potesse aspettare storicamente. In seguito a un intenso confronto tra i Colonna e gli Orsini, il cardinale Marco Barbo riuscì a convincere Girolamo Riario signore di Imola e Forlì per volere del defunto papa, al peso di 8000 ducati, a ritirarsi dalla città di Roma per la durata del conclave.

### Conclave
L'ambasciatore del Ducato di Mantova, nella sua relazione del 15 agosto 1484, sostenne che tra i papabili il cardinale Stefano Nardini era quello con migliori opportunità. Pure il cardinale Giovanni Conti, settantenne, era considerato tra i papabili e sostenuto dall'influente Orsini. Napoli sostenne la candidatura di Francesco Piccolomini mentre il Ducato di Milano sostenne il cardinale Marco Barbo. Il cardinale Rodrigo Borgia offrì tangenti a numerosi cardinali per favorire la propria elezione.
Il conclave iniziò il 25 agosto con la Messa dello Spirito Santo, celebrata dal cardinale Marco Barbo, cardinale vescovo di Palestrina. Durante l'inizio del conclave fu elaborata la capitolazione che fu firmata il 27 agosto. La capitolazione prevedeva l'obbligo di continuare a combattere contro l'Impero ottomano e di rafforzare la posizione del Collegio cardinalizio di fronte al nuovo papa.
La prima votazione si svolse la mattina del 28 agosto che terminò quasi con l'elezione del cardinale Barbo, ma si attese che l'intera maggioranza dei cardinali attestasse il suo trionfo negli scrutini successivi. Barbo era veneziano e aveva la reputazione di un asceta pio, contrario alla vita secolare della maggior parte dei prìncipi della Chiesa fino a quel momento.
Dopo il primo scrutinio il cardinale Borgia, nonostante i suoi sforzi e le sue tangenti, aveva poche possibilità di essere eletto. In seguito propose la candidatura del suo connazionale Juan Margarit i Pau. Questo cardinale era più anziano di Borgia e non godeva di buona salute, quindi dando speranza di un breve regno (in realtà morì pochi mesi dopo il conclave). Questa candidatura trovò un ridotto appoggio mentre il cinquantaduenne Giovanni Battista Cybo ottenne grande successo, trascinando dalla sua parte grande supporto. La notte del 28 agosto il cardinale Cybo fece promesse di doni ai cardinali che lo avrebbero votato, affinché il mattino seguente avvenisse la sua elezione. Alcuni elettori si piegarono alle offerte del cardinale della Rovere, confermando il suo ruolo di appoggio a Cybo, da cui i cardinali potevano ottenere ben poco a loro beneficio per via della sua povertà.
Nella votazione della mattina del 29 agosto fu eletto unanimemente Giovanni Battista Cybo, che assunse il nome di Innocenzo VIII. Alle nove, il cardinale protodiacono Francesco Todeschini Piccolomini annunciò l'avvenuta elezione con l'Habemus papam. Il 12 settembre papa Innocenzo VIII fu incoronato con la tiara per mano del cardinale Piccolomini.
Innocenzo VIII fu uomo di debole carattere e per questo andò incontro alle aspettative dei cardinali della Rovere e Borgia, che continuarono a svolgere un ruolo importante nella corte papale.

## Collegio cardinalizio all'epoca del conclave

### Presenti in conclave
| Nome                                   | Paese                 | Titolo | Ruolo | Nascita    | Concistoro | Creato da         |
| -------------------------------------- | --------------------- | --- | --- | ---------- | ---------- | ----------------- |
| Roderic Llançol de Borja               | Corona d'Aragona      | Cardinale vescovo di Porto e Santa Rufina; Cardinale diacono in commendam di Santa Maria in Via Lata                                                        | Vice-Cancelliere di Santa Romana Chiesa; Amministratore apostolico di Valencia; Abate commendatario di Subiaco; Amministratore apostolico di Cartagena; Decano del Collegio cardinalizio; Arciprete della Basilica Liberiana di Santa Maria Maggiore | 01/01/1431 | 20/02/1456 | papa Callisto III |
| Oliviero Carafa                        | Regno di Napoli       | Cardinale vescovo di Sabina; Cardinale presbitero in commendam di Sant'Eusebio                                                                              | Arcivescovo metropolita di Napoli | 10/03/1430 | 18/09/1467 | papa Paolo II     |
| Marco Barbo                            | Repubblica di Venezia | Cardinale vescovo di Palestrina; Cardinale presbitero in commendam di San Marco                                                                             | Patriarca di Aquileia | 22/04/1420 | 18/09/1467 | papa Paolo II     |
| Giovanni Battista Zeno                 | Repubblica di Venezia | Cardinale vescovo di Frascati | Vescovo di Vicenza; Arciprete della Basilica di San Pietro in Vaticano | 1439/1440  | 21/11/1468 | papa Paolo II     |
| Giuliano della Rovere                  | Repubblica di Genova  | Cardinale vescovo di Ostia e Velletri; Cardinale presbitero in commendam di San Pietro in Vincoli; Cardinale presbitero in commendam dei Santi XII Apostoli | Arcivescovo metropolita di Avignone; Legato apostolico di Avignone; Penitenziere Maggiore; Arciprete della Basilica di San Giovanni in Laterano; Legato apostolico della Provincia Romandiolæ; Vescovo di Bologna; Abate commendatario di Nonantola  | 05/12/1443 | 16/12/1471 | papa Sisto IV     |
| Giovanni Michiel                       | Repubblica di Venezia | Cardinale presbitero di San Marcello; Cardinale diacono in commendam di Sant'Angelo in Pescheria                                                            | Vescovo di Verona | 01/04/1446 | 21/11/1468 | papa Paolo II     |
| Stefano Nardini                        | Stato Pontificio      | Cardinale presbitero di Santa Maria in Trastevere | Arcivescovo metropolita di Milano | 1420       | 07/05/1473 | papa Sisto IV     |
| Giovanni Battista Cybo                 | Repubblica di Genova  | Cardinale presbitero di Santa Cecilia | Vescovo di Molfetta; Camerlengo del Collegio cardinalizio | 1432       | 07/05/1473 | papa Sisto IV     |
| Giovanni Arcimboldi                    | Ducato di Milano      | Cardinale presbitero di Santa Prassede; Cardinale diacono in commendam di Santa Maria Nuova                                                                 | Vescovo di Novara; Legato apostolico di Perugia e dell'Umbria | 01/12/1426 | 07/05/1473 | papa Sisto IV     |
| Philibert Hugonet                      | Regno di Francia      | Cardinale presbitero dei Santi Giovanni e Paolo | Vescovo di Mâcon; Vescovo di Autun | 1420/1430  | 07/05/1473 | papa Sisto IV     |
| Jorge da Costa                         | Regno del Portogallo  | Cardinale presbitero dei Santi Marcellino e Pietro | Arcivescovo metropolita di Lisbona; Vescovo di Silves | 1406       | 18/12/1476 | papa Sisto IV     |
| Girolamo Basso della Rovere            | Repubblica di Genova  | Cardinale presbitero di San Crisogono | Vescovo di Macerata e Recanati; Amministratore apostolico di Gubbio | 1434       | 10/12/1477 | papa Sisto IV     |
| Gabriele Rangone, O.F.M.Obs.           | Repubblica di Venezia | Cardinale presbitero pro hac vice dei Santi Sergio e Bacco                                                                                                  | Vescovo di Eger | 1410       | 10/12/1477 | papa Sisto IV     |
| Pietro Foscari                         | Repubblica di Venezia | Cardinale presbitero di San Nicola fra le Immagini | Amministratore apostolico di Padova | 1417       | 10/12/1477 | papa Sisto IV     |
| Giovanni d'Aragona                     | Regno di Napoli       | Cardinale presbitero di San Lorenzo in Lucina; Cardinale presbitero in commendam di Santa Sabina                                                            | Amministratore apostolico di Cava ed abate della Santissima Trinità; Abate commendatario di Montecassino; Amministratore apostolico di Taranto; Amministratore apostolico di Cosenza; Amministratore apostolico di Salerno                           | 25/06/1456 | 10/12/1477 | papa Sisto IV     |
| Domenico della Rovere                  | Ducato di Savoia      | Cardinale presbitero di San Clemente | Arcivescovo-vescovo di Torino | 1442       | 10/02/1478 | papa Sisto IV     |
| Giovanni Conti                         | Stato Pontificio      | Cardinale presbitero dei Santi Nereo e Achilleo | Arcivescovo metropolita di Conza | 1414       | 15/11/1483 | papa Sisto IV     |
| Juan Margarit i Pau                    | Corona d'Aragona      | Cardinale presbitero di Santa Balbina | Vescovo di Gerona | 1421       | 15/11/1483 | papa Sisto IV     |
| Giovanni Giacomo Schiaffinato          | Ducato di Milano      | Cardinale presbitero di Santo Stefano al Monte Celio | Vescovo di Parma | 10/09/1451 | 15/11/1483 | papa Sisto IV     |
| Francesco Nanni Todeschini-Piccolomini | Repubblica di Siena   | Cardinale diacono di Sant'Eustachio | Arcivescovo metropolita di Siena; Cardinale protodiacono | 29/05/1439 | 05/03/1460 | papa Pio II       |
| Raffaele Sansoni Riario della Rovere   | Repubblica di Genova  | Cardinale diacono pro hac vice di San Lorenzo in Damaso | Amministratore apostolico di Pisa; Legato apostolico della Marca Anconitana; Amministratore apostolico di Osma; Camerlengo di Santa Romana Chiesa | 03/05/1461 | 10/12/1477 | papa Sisto IV     |
| Giovanni Battista Savelli              | Stato Pontificio      | Cardinale diacono di San Nicola in Carcere | Legato apostolico della Provincia Romandiolæ | 1422       | 15/05/1480 | papa Sisto IV     |
| Giovanni Colonna                       | Stato Pontificio      | Cardinale diacono di Santa Maria in Aquiro | Amministratore apostolico di Rieti | 1456       | 15/05/1480 | papa Sisto IV     |
| Giovanni Battista Orsini               | Stato Pontificio      | Cardinale diacono di Santa Maria in Domnica | Abate commendatario di San Salvatore Maggiore | 1450       | 15/11/1483 | papa Sisto IV     |
| Ascanio Maria Sforza                   | Ducato di Milano      | Cardinale diacono dei Santi Vito e Modesto in Macello Martyrum                                                                                              | Amministratore apostolico di Pavia | 03/03/1455 | 17/05/1484 | papa Sisto IV     |

### Assenti in conclave
| Nome                      | Paese                     | Titolo                                                      | Ruolo                                                                                     | Nascita    | Concistoro | Creato da         |
| ------------------------- | ------------------------- | ----------------------------------------------------------- | ----------------------------------------------------------------------------------------- | ---------- | ---------- | ----------------- |
| Jean Balue                | Regno di Francia          | Cardinale vescovo di Albano                                 | Vescovo di Angers                                                                         | 1421       | 18/09/1467 | papa Paolo II     |
| Luis Juan de Milá         | Corona d'Aragona          | Cardinale presbitero dei Santi Quattro Coronati             | Vescovo di Lérida; Cardinale protopresbitero                                              | 1430/1432  | 20/02/1456 | papa Callisto III |
| Thomas Bourchier          | Regno d'Inghilterra       | Cardinale presbitero di San Ciriaco alle Terme Diocleziane  | Arcivescovo metropolita di Canterbury                                                     | 1412       | 18/09/1467 | papa Paolo II     |
| Pedro González de Mendoza | Regno di Castiglia e León | Cardinale presbitero di Santa Croce in Gerusalemme          | Vescovo di Sigüenza; Arcivescovo metropolita di Toledo; Patriarca titolare di Alessandria | 03/05/1428 | 07/05/1473 | papa Sisto IV     |
| Charles II de Bourbon     | Regno di Francia          | Cardinale presbitero dei Santi Silvestro e Martino ai Monti | Arcivescovo metropolita di Lione; Amministratore apostolico di Clermont                   | 1433       | 18/12/1476 | papa Sisto IV     |
| Pierre de Foix, O.F.M.    | Regno di Francia          | Cardinale diacono dei Santi Cosma e Damiano                 | Vescovo di Vannes; Amministratore apostolico di Bayonne                                   | 07/02/1449 | 18/12/1476 | papa Sisto IV     |
| Paolo Fregoso             | Repubblica di Genova      | Cardinale presbitero di Sant'Anastasia                      | Arcivescovo metropolita di Genova                                                         | 1427       | 15/05/1480 | papa Sisto IV     |